# Fritton, Great Yarmouth
Fritton är en by i Fritton and St. Olaves, Great Yarmouth, Norfolk i England. Fritton var en civil parish fram till 1974 när blev den en del av Fritton and St. Olaves. Civil parish hade 192 invånare år 1961. Byn nämndes i Domedagsboken (Domesday Book) år 1086, och kallades då Fridetuna.